# Screaming Masterpiece
Screaming Masterpiece (Gargandi snilld en islandés) es un documental de 2005 dirigido y escrito por Ari Alexander Ergis Magnússon sobre la Música de Islandia contemporánea. Trata de explicar la razón por la cual Islandia tiene una gran variedad de estilos musicales.
La película en si contiene presentaciones en vivo y entrevistas a los más destacados músicos islandeses, incluyendo Björk, Sigur Rós, Slowblow, Múm, Ghostigital, Quarashi, Singapore Sling entre otros. También contiene una entrevista con el músico y goði Hilmar Örn Hilmarsson del Íslenska Ásatrúarfélagið, la organización oficial islandesa de Ásatrú.

## Relacionados
- Rokk í Reykjavík (1982) un anterior documental sobre la música islandesa.